# Black, Brown and Blue
Black, Brown and Blue ist ein Jazzalbum von Eric Reed. Die am 24. Juni 2022 im Stagg Street Studio, Van Nuys, Kalifornien entstandenen Aufnahmen erschienen am 10. März 2023 auf Smoke Sessions Records.

## Hintergrund
Auf dem Album Black, Brown and Blue interpretierte Eric Reed Jazzstandards und -titel von Duke Ellington („I Got It Bad (and That Ain’t Good)“ von 1941), Ornette Coleman („Peace“ aus The Shape of Jazz to Come, 1959), McCoy Tyner („Search for Piece“), Benny Golson („Along Came Betty“) und Buster Williams („Christina“), außerdem Eigenkompositionen der Bandmitglieder und zwei Songs von Stevie Wonder („Pastime Paradise“, vom Album Songs in the Key of Life, 1976) und Bill Withers („Lean on Me“). Das Album nahm Eric Reed mit dem Schlagzeuger Reggie Quinerly und dem Bassisten Luca Alemanno auf, hinzu kamen zwei Gospel-Sänger, Calvin B. Rhone (in „Lean on Me“) und David Daughtry (in „Pastime Paradise“).
Auf die Frage von Sheila Anderson (WBGO), warum er diese Melodien und Künstler für die Aufnahme ausgewählt habe, antwortete Reed:
„Songs wie ‚Peace‘, ‚Search for Peace‘, ‚Lean on Me‘ und ‚Pastime Paradise‘ spiegeln alle genau wider, wer ich in dem Moment war, als ich es im Juni aufgenommen hatte, aber auch heute immer noch bin. Diese Komponisten – Benny Golson, Wayne Shorter, Billy Strayhorn, Duke Ellington, Bill Withers, Stevie Wonder – es gibt keine amerikanische Musik ohne Schwarze und Braune, Punkt. Ende der Geschichte.“
Auf die Frage, warum er sich entschieden habe, dieses Album Black, Brown, and Blue zu nennen, entgegnete Reed:
„Ich hätte genauso gut ‚Ugly Beauty‘ als Titel verwenden können, denn ist das nicht das, was das Leben ausmacht? Das Nebeneinander, die Koexistenz des Hässlichen und des Schönen. Du kannst das eine nicht ohne das andere haben. Sie definieren sich gegenseitig. Wenn man sagt: ‚Das ist hässlich‘, denkt man, etwas anderes wäre schön. In kultureller Hinsicht kämpfen wir in Amerika ständig damit, dass wir nach eurozentrischen Maßstäben definieren oder kodifizieren müssen, was schön ist – ob es sich um Menschen oder Kunst, Musik, Literatur handelt – es ist das, was der weiße Mann sagt: ‚Nun, das ist akzeptabel. Das sind die Maßstäbe.‘ In der Zwischenzeit haben Sie all diese anderen Existenzen von Menschen, diese ganzen anderen Demografien von Menschen, die existieren, und sie sagen uns, dass wir alle dazu passen müssen. Mit Ugly Beauty, das wiederum mit Schwarz, Braun und Blau austauschbar sein könnte. Schwarz, Braun und Blau repräsentiere nicht nur schwarz und braun[häutige Menschen], aber blau ist meine Lieblingsfarbe. Blau kann auch eine Stimmung, ein Ausdruck des Gefühls von Traurigkeit und von Emotionen sein.“

## Titelliste

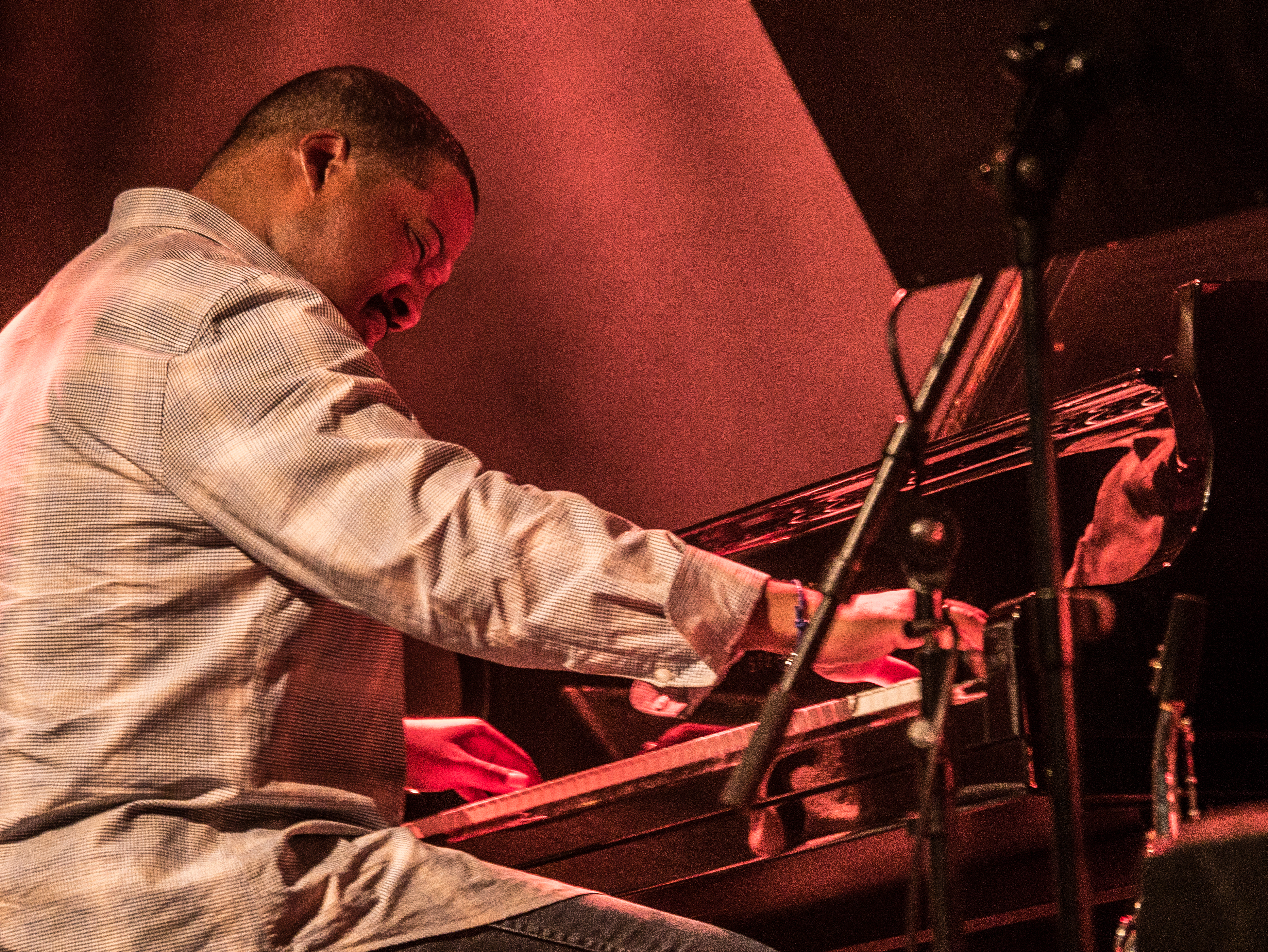
Eric Reed beim Moers Festival 2015

- Eric Reed: Black, Brown and Blue (Smoke Sessions Records)

1. Black, Brown, and Blue
2. Lean on Me (Bill Withers)
3. I got It Bad (Duke Ellington, Paul Francis Webster)
4. Peace (Ornette Coleman)
5. Search for Peace (McCoy Tyner)
6. Christina (Buster Williams)
7. Infant Eyes (Wayne Shorter)
8. Cheryl Ann
9. Along Came Betty (Benny Golson)
10. Variation Twenty-Four
11. One for E
12. Pastime Paradise (Stevie Wonder)
13. Ugly Beauty (Thelonious Monk)

Wenn nicht anders vermerkt, stammen die Kompositionen von Eric Reed, Reggie Quinerly oder Luca Alemanno.

## Rezeption
Matt Micucci zählte das Album in Jazziz zu den zehn besten Neuveröffentlichungen des Monats und schrieb, Eric Reed feiere mit Black, Brown, and Blue die Musik von Komponisten wie Duke Ellington, Thelonious Monk und Wayne Shorter. Dieses zutiefst persönliche neue Album sei mit einem brillanten neuen Trio entstanden, und jeder der drei Künstler steuere ein eigenes Stück zu seinem Programm bei.